# 가벼운 암흑물질
가벼운 암흑 물질( - 暗黑物質, 영어: light dark matter)은 천문학 및 물리우주론에서 암흑 물질 중에서 특히 질량이 1GeV 이하로써 윔프(WIMP, weakly interacting massive particle)의 후보가 될 만한 입자를 말한다. 이러한 입자들은 따뜻한 암흑 물질 그리고 뜨거운 암흑 물질보다 무겁지만, 차가운 암흑 물질보다는 가볍다. 이휘소-와인버그 경계는, 암흑 물질의 후보로서 윔프의 질량은 최소한 {\displaystyle \approx 2}GeV여야 한다고 정하고 있다. 윔프의 질량이 작아질수록 그 쌍소멸 반응단면적의 크기도 작아져야 하는데, 이는 대략 {\displaystyle \approx m^{2}/M^{4}} 정도이다. 여기서 {\displaystyle m}은 윔프의 질량이며, {\displaystyle M}은 {\displaystyle Z}보존의 질량이다. 이것은 초기 우주에서 풍부하게 생산된 윔프들 중, 가벼운 윔프는 무거운 윔프보다 보다 일찍 상호작용을 그만둔, 즉 우주의 온도가 보다 더 높았을 때에 상호작용을 그만둔 윔프라는 것을 의미한다. 이휘소와 스티븐 와인버그의 계산에 의하면, 윔프의 질량이 {\displaystyle \sim 2} GeV보다도 가볍다면 그 흔적의 밀도는 우주의 스케일을 뛰어넘는, 즉 있을 수 없는 값을 갖게 된다.
현재까지 비 중간자의 붕괴나, 유럽 입자 물리 연구소나 페르미 국립 가속기 연구소에서의 입자 가속기 충돌실험으로 인해 밝혀진 바에 의하면, 새로운 힘을 도입하지 않은 채의, 전약 이론보다 작은 스케일에서, 이휘소-와인버그 경계를 피할 수는 없다.
새로운 가벼운 보존의 존재를 가정한다면, 가벼운 암흑 물질 모형을 구축할 수 있을 것이다. 물론 이 새로운 입자는 그에 의한 쌍소멸 반응단면적의 크기가 커야 하고, 표준모형에 있어서의 이들의 결합이 가속기 실험 데이터와 모순되지 않아야 한다.

## 같이 보기
- 최소 초대칭 표준 모형
- 뉴트랄리노
- 액시온
- 윔프
- 액시온 암흑 물질 실험
- 스칼라 장 암흑 물질

## 추가 문헌
- Bertone, Gianfranco (2010). 《Particle Dark Matter: Observations, Models and Searches》. Cambridge University Press. 762쪽. ISBN 13: 9780521763684 |isbn= 값 확인 필요: invalid character (도움말).